# Lumea femeilor
Lumea femeilor este o revistă pentru femei din România, cu apariție bilunară.
Este deținută de trustul de presă Ringier,
și este însoțită de Lumea femeilor STYLE, un ghid bianual de modă și frumusețe.
Revista Lumea femeilor a fost lansată în aprilie 1994.
A trecut prin mai multe relansări și repoziționări (ca format și periodicitate).
În anii 2000 și 2001, revista a fost cea mai bine vândută revistă lunară pentru femei.
Din septembrie 2005, a devenit revistă cu apariție bilunară.